# Agustí Centelles
Agustí Centelles Ossó, también Agustín Centelles (Valencia, 22 de mayo de 1909 - Barcelona, 1 de diciembre de 1985) fue un fotógrafo español. Valenciano de nacimiento, desarrolló la totalidad de su carrera profesional en Barcelona.
Es considerado uno de los pioneros del fotoperiodismo moderno en Europa. Algunas de sus fotografías están entre las más representativas y famosas de la Guerra Civil, tanto de la retaguardia en Barcelona, los bombardeos de Lérida, el frente de Aragón o la estancia a los campos de concentración de exiliados españoles en el sureste de Francia. Ha sido frecuentemente comparado con Robert Capa.

## Biografía

### Infancia y años de aprendizaje
Agustí Centelles Ossó nació en mayo de 1909 en el barrio de El Grao de Valencia. Su padre, herrero y electricista, era de Liria (Valencia) y su madre de Morera (Tarragona). Agustí quedó huérfano de madre y con apenas un año marchó con su padre a Barcelona, donde este se casó por segunda vez. De niño, Agustí fue muy poco a la escuela y con muchas interrupciones debido a su precario estado de salud (sufría escrofulismo y en total, apenas pudo asistir un año a clase). A diferencia de otros fotoperiodistas de su época, Centelles fue fundamentelmente autodidacta. A los once años decidió ponerse a trabajar para ayudar en casa y en 1920 entró de aprendiz en las oficinas de una empresa de construcciones eléctricas, la Sociedad Española de Construcciones Eléctricas y Cooperativa de Fluido Eléctrico (SECE) en la que permaneció durante cuatro años. La abandonó, según su testimonio, por varios motivos: por haber «encontrado individuos que sentían satisfacción y placer refinado perjudicando a sus subordinados», y por negarse a llevar en el uniforme unas placas con las siglas de su empresa. Según Joaquín Gasca, comisario de la exposición [Todo Centelles], su formación autodidacta y su periodo de trabajo casi infantil desarrollaron en él sensibilidad hacia las injusticias sociales y laborales, así como cierto grado de rebeldía hacia el autoritarismo.
A los trece años comenzó su pasión por la fotografía. Su padre le había regalado una cámara, aunque, deslumbrado por el cine, lo que quería ser era operador cinematográfico. Antes de abandonar la SECE, le compró otra cámara al cajero de la Cooperativa de Fluido Eléctrico. A los quince años decidió ser fotógrafo y se inscribió en la Agrupación Fotográfica de Cataluña, que había sido fundada en 1923. Allí se apuntó a cursos de retoque de negativos. Paralelamente, entró de aprendiz sin sueldo en el estudio del famoso fotógrafo Francisco de Baños, hermano de Ramón y Ricardo de Baños, que había impartido uno de los cursos que había seguido Centelles y que tenía mucha clientela entre gente importante. Al cabo de tres meses, en ausencia del maestro, el aprendiz ya hacía los retratos a los clientes, especialmente actrices de revista. Cuando el diario El Día Gráfico inauguró unos nuevos talleres, Centelles entró de aprendiz en la sección de fotograbado , pero sin dejar su trabajo con Baños. De día trabajaba en el estudio de este y desde las seis de la tarde hasta las dos de la madrugada lo hacía en el taller de fotograbado. Permaneció dos años y medio en los talleres gráficos de la empresa Publicaciones Gráficas S.A, editora del vespertino "La Noche" y del periódico "El Día Gráfico" y conoció así el medio en el que desarrollaría posteriormente su vida profesional.
En 1927 Centelles dejó los dos trabajos y entró a trabajar en el estudio fotográfico de Josep Badosa, que estaba localizado en la Plaza de Cataluña de Barcelona. Según Centelles, Badosa era el mejor de los reporteros gráficos barceloneses de aquella época. Pasó cuatro años en su estudio y en este tiempo se fue formando como reportero gráfico. Badosa le dio plena libertad para hacer fotos según su criterio personal.
En 1931 Centelles tuvo que dejar el trabajo para cumplir el servicio militar, y al retornar tuvo que trabajar para dos fotógrafos asociados, Sagarra y Torrents, que trabajaban de reporteros gráficos. Estuvo dos años y medio con ellos cobrando 75 pesetas semanales. Sus ansias innovadoras se estrellaron contra el estilo de Sagarra y Torrents, que le marcaban la hora, la distancia e incluso el lugar desde donde tenía que tomar las fotografías. Al final fue despedido por reclamar el pago de horas extras, estableció una efímera sociedad con Sagarra que nunca llegó a ser operativa. Cuando esto ocurrió, hacía apenas un mes que había comprado una cámara Leica  modelo III (fabricada en 1934) de 900 pesetas que tenía que pagar en letras de 100 pesetas al mes. Le había visto la cámara al redactor gráfico deportivo Ramón Claret, que podía hacer con ella hasta tres fotos en una misma jugada de fútbol. La Leica era un modelo de cámara ligero con carrete de paso universal que iría sustituyendo a las antiguas Nettel de campaña con placas de cristal.

### Madurez e independencia laboral
Desde comienzos de 1934 se dedicó a hacer, por cuenta propia, reportajes que enviaba a los periódicos. En aquellos tiempos los reporteros gráficos en Barcelona eran apenas una decena. El estilo de Centelles fue gustando tanto a las publicaciones que llegó a ganar 2500 pesetas limpias al mes. Publicó en la mayoría de revistas y diarios importantes de la época de Barcelona: La Humanitat, Diario de Barcelona, La Rambla, Última Hora, La Publicitat, L'Opinió y La Vanguardia. Las primeras fotografías con su firma aparecieron el 1 de agosto de 1934 en el Mundo Gráfico madrileño (que dirigía el gran fotoperiodista José Luis Demaría López, Campúa). Muy poco después, el 12 de septiembre, consiguió su primera portada, en el mismo medio. Su estilo era radicamente diferente al del reporterismo gráfico que se hacía hasta entonces. En palabras del propio Centelles: «Cuando yo inicié mi trabajo, el tipo de reportaje que se hacía era muy estático y artificioso. La costumbre era que en los acontecimientos importantes, los fotógrafos se colocasen en batería y esperasen el resplandor de un flash de magnesio para disparar simultáneamente sus cámaras. Esta rutina y falta de ambición profesional daba como resultado un trabajo mediocre e inexpresivo que no me gustaba en absoluto».
En diciembre de 1935 Centelles se casó por lo civil con Eugènia Martí, la hija de la portera de la casa donde estaba el estudio fotográfico de Sagarra y Torrents.

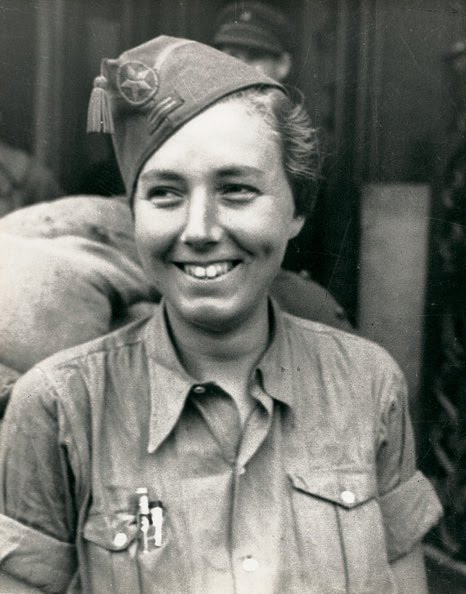
Retrato de Fanny Edelman. 1937

En 1937, en plena Guerra Civil, nació el primer hijo del matrimonio, Sergi.
La mañana del 19 de julio de 1936, Centelles, junto con otros muchos redactores gráficos documentaron con sus fotografías los acontecimientos de la sublevación militar y la respuesta popular y de las fuerzas de seguridad. Los días siguientes fotografió los consejos de guerra, la formación de milicias y la salida de columnas hacia el frente de Aragón. Temporalmente exento del servicio militar acompañó al frente a varias columnas y llevó a cabo reportajes sobre las tropas en el frente. En octubre de 1936, la Generalidad creó el Comisariado de Propaganda, con el militante de Esquerra Republicana Jaume Miravitlles al frente. Su propósito era difundir internacionalmente imágenes y materiales de la guerra en curso que resaltasen el esfuerzo de las fuerzas antifascistas. Editaba un boletín diario de información en catalán, castellano, francés, inglés, alemán, esperanto y latín. Con el respaldo del comisario y la colaboración del fotógrafo publicitario Pere Català i Pic, director de publicaciones de la unidad de propaganda, Centelles recorrió los frentes. Fue también el encargado del archivo del Ejército de Cataluña en Barcelona. Realizó reportajes sobre la toma de Teruel y sobre la batalla de Belchite. El 2 de noviembre de 1937 le sorprendió el bombardeo de Lérida, cuando casualmente se encontraba en aquella ciudad. Después del ataque, recogió un gran cantidad de fotografías de las numerosas víctimas mortales (alrededor de 200 muertos) y daños materiales que sufrió la ciudad.

### Campos de concentración y retorno a España
Cuando recibió órdenes en 1939 de evacuar de Barcelona a Gerona los archivos fotográficos del ejército, Centelles, simultáneamente, empaquetó su archivo particular. En una maleta de medida gigante colocó una cámara Leica, un rudimentario equipo de revelado y 4000 negativos de 35 mm sobre la Guerra Civil, y principalmente de la sublevación en Barcelona y del frente de Aragón. Las tropas franquistas requisaron el resto de los negativos que aún se encontraban en su domicilio y todo el material fotográfico requisado en el domicilio familiar desapareció, según Gasca "las fotografías perdidas de Centelles podían ser más de 3.000 imágenes", se pueden investigar consultando las páginas del vespertino Última Hora.
De Gerona pasó a Figueras. Los treinta últimos kilómetros hacia el exilio francés los hizo a pie, atravesando por la noche los Pirineos nevados. Como miles de refugiados fue internado en un campo de concentración, primero en el de Argelès-sur-Mer y después en el de Bram, cercano a Carcasona. Allí, con otro fotógrafo de Barcelona, Salvador Pujol, y gracias a que poseía un carné de periodista expedido por las autoridades francesas, montó una pequeña cámara oscura clandestina, que montaban y desmontaban cada noche. Hicieron las fotografías que después demostrarían las condiciones en las que malvivieron los refugiados.
En septiembre de 1939 Centelles consiguió permiso para salir del campo e ir a cosechar uva cerca de Carcasona. Poco después fue autorizado a trabajar en un estudio de fotografía de esta localidad y el permiso se convirtió en definitivo. En 1942 entró a formar parte de una organización clandestina compuesta principalmente por republicanos españoles y se encargó de la provisión de carnés de identificación para la resistencia. La maleta de sus negativos la escondió en el estudio de fotografía.
A comienzos de 1944 algunos de los miembros del grupo de la resistencia fueron detenidos y la Gestapo localizó el laboratorio clandestino que usaba Centelles, por lo que la organización lo desmanteló y evacuó al fotógrafo a Andorra. Antes de marchar, Centelles empaquetó cuidadosamente su archivo de fotos de la Guerra Civil. Colocó los (4000)  negativos en unas cajas de cartón y después en una de madera que confió a una pareja de campesinos de Carcasona. Hizo esto porque entendía que no podía volver a su país con un material que, de ser requisado, podía comprometer a las personas que aparecían en las fotografías ante las autoridades franquistas. Tras ello, regresó a Cataluña, entrando por la frontera andorrana, y se instaló en Reus en donde residió de forma clandestina durante dos años. En 1946 regresó a Barcelona y se presentó ante las autoridades. 
A través de familiares muy próximos al Nuevo Régimen y la ayuda de miembros de la masonería logró quedar en libertad provisional, fue juzgado y quedó en libertad condicional. No podía trabajar de reportero gráfico para ser considerado enemigo del régimen de Franco. Todos los diarios, además, eran controlados por los vencedores de la guerra. A partir del año 1950 y en una situación de libertad condicional pendiente de juicio logró importantes colaboraciones (que se podrían atribuir a miembros de la masonería durmientes) con editoriales de Barcelona.
Centelles renuncia al fotoperiodismo y trabajará en tiendas de fotografía y de ayudante otros fotógrafos, después montará un estudio de fotografía industrial y comercial.
En 1947 nace su segundo hijo, Octavi. Años más tarde trabajarían padre e hijos juntos en el estudio.
En 1950 fue juzgado por su pasado republicano por un tribunal franquista que lo condenó a 12 años de prisión, aunque le conmutaron la pena por prisión atenuada a su domicilio hasta 1956.

### Recuperación de la obra de Centelles
En agosto de 1976, casi un año después de que muriera el dictador Franco, y acompañado de su amigo el historiador anarquista Eduard Pons Prades, que había conocido en el campo de Bram, Centelles volvió a Carcasona para recuperar los negativos. Los hijos de la pareja de campesinos a los cuales había confiado su archivo se los devolvieron en la misma caja de madera que los había dejado treinta y dos años antes.
Durante el verano de 1980,  Eduardo Pons Prades, el dibujante Luis García Gallo y Agustí Centelles hicieron un viaje por toda España, el 2 de julio durmieron en Valladolid, los días siguientes se trasladaron hasta Salamanca, donde Agustí Centelles pudo comprobar que no había ni negativos ni copias originales, todo el material que se incautó en dos ocasiones a su esposa, quedó en Barcelona o fue destruido.
En octubre de 1977 Centelles registró su nombre en el Registro Oficial de Periodistas del Ministerio de Cultura. En enero de 1978 la Asociación de la Prensa de Barcelona lo volvió a admitir como miembro al igual que a todos los que fueron expulsados de la asociación acabada la guerra.
Justo después de volver a Barcelona con el material de la Guerra Civil recuperado, Centelles empezó a positivar los negativos, datados entre 1934 y 1939. En 1978 hizo una primera exposición en la sede de Convergència Democràtica de Catalunya en Barcelona, Imatges d'un reporter que fue seguida de una serie de exposiciones por toda Cataluña y después por toda España. En 1980 participó en la exposición itinerante La Guerra Civil española que reunió material de varios fotógrafos. Desde 1980 las fotografías de Centelles sobre la Guerra Civil se expusieron ampliamente y también se reprodujeron, a menudo sin autorización o sin que le fueran atribuidas, en multitud de libros y publicaciones.
El verano de 1984 el Ministerio de Cultura montó la exposición Idas y caos: aspectos de las vanguardias fotográficas en España. Entre el material había nueve fotografías de Agustí Centelles. A finales de 1984 el Ministerio de Cultura le concedió la distinción más importante del gobierno español en artes visuales, el Premio Nacional de Artes Plásticas, dotado con una medalla-escultura y una compensación económica de un millón de pesetas (6000 euros). Fue el segundo fotógrafo al obtener esta distinción, después del fotógrafo barcelonés Francesc Català Roca, al que se le concedió un año antes. Se le concedió la distinción «por cubrir un espacio importante en la historia de la fotografía española y haber sido uno de los pioneros mundiales del nuevo concepto de reportaje gráfico». A pesar de reconocer su satisfacción por la concesión del premio, también mostró su decepción por la falta de reconocimiento en Cataluña: «las instituciones catalanas no han demostrado en ninguna ocasión el más mínimo interés por ello [refiriéndose a su archivo]. No es una cuestión económica la que reivindico, sino el interés por la recuperación de un patrimonio gráfico como el que poseo a través de tantos años de continuada dedicación». No pudo recoger el galardón porque cayó enfermo en junio del 1984. Murió en el Hospital Municipal de la Esperanza de Barcelona el 1 de diciembre de 1985, a los setenta y seis años.
Durante el año 2014 se hizo público un detallado trabajo sobre las fotos de Joan Andreu Puig Farràn que se incorporaron al llamado "archivo Centelles", la más destacada la "entrada" del President Lluís Companys en la plaza de la República, erróneamente atribuida a Centelles a partir del año 1986. Hay una rigurosa investigación realizada por los comisarios de la exposición [Todo] Centelles sobre las fotografías de otros autores (Joan Andreu Puig Farràn y Josep Badosa) que se "incorporaron" después de la muerte de Centelles al llamado "archivo Centelles".
Desde el otoño de 2013, Octavi Centelles puso en marcha la exposición [todo] Centelles, que primero se presentó en la Universidad de Zaragoza, en 2014 en la sede de Madrid del Instituto Cervantes, la Fundación Pablo Iglesias firmó un convenio de difusión de las colecciones de Octavi Centelles, que se han presentado en Bilbao y Sevilla, el año 2016 se inicia la itinerancia internacional con su presentación en la sede de Lisboa del Instituto Cervantes.

## La maleta de Centelles
El 20 de enero de 1939 Centelles clasificó y empaquetó su archivo de fotos y negativos de paso universal. Movilizado como soldado y responsable del gabinete fotográfico del Servicio de Información Militar (SIM) y ante el avance franquista, Centelles abandona Barcelona cuatro días más tarde para ir hacia Figueras y el 5 de febrero recibe la orden de evacuación hacia Francia junto con el resto de personal del gabinete.
Salvador y Ferran Pujol se encargaron de llevar la maleta de Centelles a la estación de tren. El día 8 los componentes del gabinete fueron internados en el campo de concentración de Argelès-sur-Mer. El historiador anarquista Eduard Pons Prades valora que en aquel momento la maleta estuvo en peligro de perderse. Prades acompañará a Centelles  (en 1976)  en el viaje para recuperar la maleta.
Las primeras semanas de internamiento fueron las más críticas. Reinaba el desorden y eran habituales los robos y las peleas con arma blanca e incluso armas de fuego, y hubo muertos y heridos. Gracias a un grupo de amigos, Centelles mantuvo aquella maleta a salvo, lejos de los otros internos y de los gendarmes franceses. El 1 de marzo Centelles y sus compañeros fueron trasladados al campo de concentración de Bram, donde estuvo detenido hasta el 13 de septiembre. Al entrar al campo de Bram fueron interrogados y registrados. En su diario Centelles anota: "el gendarme me pregunta qué son tantas cámaras fotográficas. Le enseño el carné de la FIJ, la Fedèration International des Journalistes, y me responde 'pardon, monsieur'. Ya no mira detenidamente la maleta con el archivo de negativos ni la cartera grande".
En Bram, el denominado “campo modelo” por las autoridades francesas, Centelles continuó vigilando su archivo y añadió casi 600 fotografías más. Se instaló en Carcasona a partir de septiembre de 1939 y continuó guardando su archivo. En 1942 entra a formar parte del Grupo de Trabajadores Extranjeros 422 (GTE 422), donde se hace amigo de Eduard Pons Prades.
Centelles vuelve a España durante la primavera de 1944. Antes de marchar, dejó su archivo empaquetado en una caja de madera de leche condensada y adentro los negativos en papel perfectamente dispuestos. El 5 de mayo la Gestapo hizo varias detenciones entre miembros del GTE. Entonces Pons Prades y Antonio Arderiu Ros trasladaron en moto con remolque la caja hasta Roullens, donde la dejaron en casa de unos campesinos emigrantes españoles. Después de la liberación de Carcasona en septiembre, volvieron a recoger la caja para dejarla a la casa de la familia Degeilh, con quien se había alojado Centelles.
Durante 32 años los negativos de Centelles estuvieron guardados a las buhardillas del número 4 de la calle Orliac de Carcasona. En 1962 Centelles viajó a Carcasona con su familia, pero no dijo nada sobre la existencia del archivo. Su hijo Sergi Centelles ha comentado sobre este viaje que su padre puso como pretexto ver la gente con quien había estado durante su exilio. Fueron a la casa y dejó a su familia hablando con los Degeilh. Centelles entró en la casa, salió al cabo de un rato y dijo que no había encontrado nada, los hijos de Agustí Centelles suponen que el fotógrafo comprobó el estado de las fotografías.
En una entrevista de televisión de 1979 para el programa “Imágenes”, dirigido por Pilar Chamorro, Agustí Centelles comentó: "cuando salí del campo fui a parar a casa de unos franceses, quizás los mejores de Francia. Me estimaban y me estiman mucho, y allá les dejé la maleta y les dije que algún día volvería, pero la maleta sólo la podría recuperar yo, que ya volvería. Al cabo de 15 años volví con mi esposa. La maleta estaba bien. Entonces la convertí en una caja y lo puse todo en orden. Lo dejé allá. Cómo la encontré es como la dejé".
Existen dos versiones sobre el cambio de maleta a caja. La de Pons Prades data el cambio en 1944, y Centelles lo data en los años sesenta. Centelles, junto con Pons Prades, viajan en 1976 a Carcasona para recuperar el archivo y llevarlo a Barcelona. El contenido estaba en perfecto estado. Los domingos, en casa del fotógrafo, Centelles positiva, clasifica y ordena todo el material fotográfico. Se sirve de su buena memoria y la de Pons Prades, que le ayuda en maratonianas sesiones, ayudado por Antonina Rodrígo, compañera de Pons Prades.

## El archivo fotográfico

### Polémica
En 2009 los hijos y herederos de Centelles, Sergi y Octavi, vendieron por 700 000 euros el archivo fotográfico del fotoperiodista al Ministerio de Cultura español. Sergi y Octavi Centelles habían recibido varias ofertas de entidades públicas, incluida la Generalidad de Cataluña, particulares y empresas de subastas, pero declararon haber aceptado la oferta del Ministerio por considerar que ofrecía un mejor proyecto expositivo y una mayor difusión de la obra de su padre. No fue ésta la oferta más alta, según el portavoz de la familia, Joaquín D. Gasca. Las condiciones de venta del archivo fotográfico al Estado incluyeron "la permanencia definitiva, conjunta e indivisible de los documentos en el Centro Documental de la Memoria Histórica de Salamanca". Otra de las condiciones era la difusión internacional del fondo, formado por 12 513 negativos y 928 placas de vidrio.
Por su parte, la oferta de la Generalidad no llegó a medio millón de euros. Gasca señaló que, además, el proyecto museístico que aportaba la Generalidad era inconcreto, poco adecuado para una de las grandes figuras del fotoperiodismo. Según Sergi, uno de los hermanos Centelles, la Generalidad les habría engañado al abrir en 2009 un expediente para incorporar el archivo como bien de interés cultural mientras negociaban con el Ministerio, lo cual fue considerado por los hijos del fotógrafo como "un intento de expolio, como el que sufrió en 1939". El 4 de marzo de 2010, en un acto en Barcelona, en la Universidad Pompeu Fabra, los hermanos Centelles explicaron que además del expediente, el trato inapropiado del subdirector general de Archivos, Ramon Alberch, les llevó a tomar la decisión de vender el archivo al Estado y no a la Generalidad.
En el libro "El preu de la memoria", firmado por Ramón Alberch se intentó explicar de manera sesgada todas las negociaciones con los Centelles, llegando al absurdo de atribuir a la Generalidad la exposición que tuvo lugar en julio del año 2010 en Valladolid, "Colección particular" de Sergi Centelles, producida y pagada por la Concejalía de Cultura del Ayuntamiento de Valladolid, que asumió el pago de 12.000 euros a su propietario.
Los hermanos Centelles niegan cualquier contacto posterior con el Departamento de Cultura de la Generalidad, porque en caso de haber mantenido conversaciones se podría haber parado el acuerdo final.
Joaquín Gasca, que colaboró con Sergi Centelles y Octavi Centelles afirmó  que la Consejería de Cultura de la Generalidad de Cataluña que había declarado el archivo Centelles patrimonio cultural catalán, supo el mismo día 25 de noviembre de 2009, cuando los herederos ofertaron la venta de su archivo al Ministerio de Cultura, registraron la venta temprano por la mañana y al mediodía almorzaron (invitados por un diputado de Barcelona), en el comedor del Congreso de los Diputados, un diputado de Girona, después del almuerzo, filtró la noticia a Presidencia de la Generalidad, el propio Joaquín D. Gasca filtró la noticia la mañana del 27 de noviembre de 2009 en una entrevista que mantuvo en el Ayuntamiento de Barcelona.
En julio de 2010, a instancias del Ayuntamiento de Barcelona, se colocó en Barcelona una placa conmemorativa en la fachada del edificio en el que el fotógrafo instaló su estudio, en el barrio de Sant Gervasi. Octavi Centelles declaró que la mayoría de los escenarios de las fotografías que hizo su padre "son de Barcelona y reflejan la historia y la vida de la ciudad", y que si las negociaciones sobre la ubicación del archivo hubieran sido con el Ayuntamiento de Barcelona, el legado estaría en la ciudad. El Instituto de Cultura del Ayuntamiento barcelonés mantuvo conversaciones para exponer la obra del fotógrafo en el castillo de Montjuic, donde finalmente se instaló la sede del Memorial Democrático. El proyecto expositivo no vio la luz por falta de financiación debido a la crisis económica. En el acto celebrado en la Pompeu Fabra, con asistencia de los hermanos Centelles, el 5 de marzo de 2010, estos afirmaron que habían rechazado una oferta del Ayuntamiento de Barcelona para instalar en el castillo de Montjuic una exposición permanente con la obra de su padre, y Octavio dijo que el lugar "está lleno de cañones y lejos del centro". El delegado de Cultura del consistorio barcelonés, Jordi Martí, ha reconocido que hubo conversaciones para conseguir que parte del fondo de Centelles se quedara en la ciudad, en el castillo o en otro lugar.
El Centro Documental de la Memoria Histórica (CDMH), con sede en Salamanca, recibió el último fondo de fotografía publicitaria e industrial de Centelles el 18 de diciembre de 2011. Este archivo está formado por más de 10 000 instantáneas, el fondo publicitario en depósito fue adquirido por la Secretaria de Estado de Cultura que pagó a los dos hijos de Centellesl 90.000 euros extras por dicha compra, adquiriendo los soportes fotográficos y la totalidad de los derechos de reproducción de toda la obra de Agustí Centelles i Ossó.  Los fondos de fotografía publicitaria de Centelles reúnen trabajos desarrollados a partir de 1947 y hasta la década de l980. Después de la Guerra Civil, Centelles pasó 8 años exiliado en Francia, y de regreso a España fue juzgado e inhabilitado como fotorreportero, por lo que trabajó para empresas y agencias de publicidad, además de como retratista. En esta faceta destacan sus trabajos con el pintor Salvador Dalí, el tenor Hipólito Lázaro, el ciclista Federico Martín Bahamontes, el torero mexicano Carlos Arruza y el músico Xavier Cugat.

### Derechos de autor
En febrero de 2010 los hijos de Agustí Centelles iniciaron una batería de reclamaciones por la piratería de fotos de su padre, fallecido en 1985. Así, reclamaron a los Testigos de Jehová 60 000 euros por publicar, en 1994 en su revista La Atalaya, la foto de una mujer llorando de rodillas ante el cadáver de su marido muerto en los bombardeos franquistas de Lérida en 1937 (se trataba de los padres del periodista Josep Pernau). La revista reprodujo millones de ejemplares en una edición que se llegó a traducir a 115 idiomas, aunque la reclamación de 60 000 sólo correspondía a la difusión de la revista en España. Se calculó que en 1994 los derechos de la difusión de una fotografía como aquella hubiera supuesto 500 000 pesetas (3000 euros). Los Testigos de Jehová habían adquirido una copia de la fotografía en el servicio de reprografía del antiguo Instituto Municipal de Historia de Barcelona por 6000 pesetas. Los Centelles se enteraron del caso por un exmiembro de la confesión religiosa. Según Sergi Centelles el albarán de venta especificaba que se cedía la imagen, nunca los derechos de difusión. Los herederos de Centelles anunciaron también acciones contra la editorial Espasa Calpe por reproducir fotografías sin citarlo durante cincuenta años, contra la Fundación Francisco Franco y contra Ediciones Susaeta. Sin embargo, el juzgado mercantil n.º 3 de Madrid, que juzgó el caso, dictaminó que, aunque efectivamente se habían infringido los derechos morales y de explotación de Centelles, la posible reclamación había prescrito.

### Ventas y subastas
El 16 de diciembre de 2009 tuvo lugar en la Sala Soler i Llach de Barcelona una subasta en la que una decena de copias vintage fueron adquiridas por 12 300 euros por el Ministerio de Cultura, que hizo valer el derecho de tanteo. Entre las imágenes subastadas estaban dos de las más famosas del autor, la de unos guardias de asalto disparando fusiles parapetados tras un caballo muerto en la calle Diputación, de 1936, y la de una madre que llora la muerte de un hijo en un bombardeo en Lérida, de 1937. La primera se vendió por 3500 euros y la segunda por 1600. Según los responsables de la sala, el montante por el que se habían adquirido las imágenes, entre los 700 y los 3500 euros, habían sido los habituales en ventas anteriores, y no se habían incrementado por la polémica del traslado del archivo Centelles a Salamanca. David Balsells, conservador de fotografía del Museo Nacional de Arte de Cataluña (MNAC), presente en esta subasta, explicó que "el Estado ejerce el derecho de tanteo en representación de las diferentes entidades que han mostrado interés en tener las imágenes. Luego los reparte y cada uno de los centros que han de pagar el precio alcanzado". El MNAC estaba interesado en una quincena de fotografías, entre ellas varias de Centelles.
El 10 de febrero de 2010 los hermanos Octavi y Sergi Centelles vendieron cinco fotografías de su padre por 6900 euros. El dinero se destinó a Médicos Sin Fronteras y su campaña de ayuda a las víctimas del terremoto de Haití. Se trataba de gelatinas de plata, con firma y sello húmedo del fotógrafo, de tiradas realizadas por Centelles durante la década de 1970.
Entre el 3 y el 4 de marzo de 2010, en la Sala Balclis de Barcelona, se subastaron 83 imágenes de Centelles sobre la Guerra Civil, de las que sólo se vendieron 29, por un total de 26 075 euros, adquiridas por coleccionistas particulares. Estas imágenes las había comprado dieciséis años antes Cristina Vinyals en el mercadillo de los Encantes de Barcelona, al reconocer en ellas a los presidentes de la Generalidad Lluís Companys y Francesc Macià. Las copias se habían tirado a mediados de los años setenta como parte del material del libro Els catalans a la república i la guerra. Anys de mort i esperança, editado por Editorial Blume en 1979 con textos de Eduard Pons Prades y fotografías de Centelles. En los reversos tenían la numeración que se les daba el volumen, y las marcas y medidas de la altura y la anchura para su reproducción. En muchos reversos había además anotaciones y comentarios manuscritos del propio Centelles. El valor de esas copias era, según afirmó Sergi Centelles, de 800 a 1000 euros cada una. En la subasta fueron saliendo lotes a partir de dos fotografías, desde 400 euros la más barata.